# T.T.C. Rot-Weiss-Silber Bochum
Der T.T.C. Rot-Weiss-Silber Bochum e. V. ist ein Tanzsportverein in Bochum. Der Verein, der am 26. April 1986 gegründet wurde, ist mit über 600 Mitgliedern einer der größten Sportvereine in Bochum. Er bietet neben Breitensportangeboten (Standard und Latein) und Angeboten speziell für Kinder und Jugendliche, wie Disco-Dance, Hip-Hop und Cheerleading, Turniertanz Standard und Latein und Formationstanzen.

## Standardformation
Die Standardformation des T.T.C. Rot-Weiss-Silber Bochum wurde im Herbst 2004 gegründet. Sie trat erstmals in der Saison 2005/06 mit dem musikalischen Thema „Tanz der Vampire“ in der Regionalliga Nord-West Standard an und erreichte auf Anhieb den 1. Platz der Liga. Auch das Aufstiegsturnier zur 2. Bundesliga Standard konnte das Team gewinnen und stieg so nach nur einer Saison in die 2. Bundesliga auf.
Es folgte ein wechselvolle Zeit in der 2. Bundesliga Standard und Regionalliga West Standard:
- 2006/07: 2. Bundesliga (Thema: „Tanz der Vampire“), 7. Platz, Abstieg in die Regionalliga
- 2007/08: Regionalliga (Thema: „Sister Act“), 1. Platz, 2. Platz beim Aufstiegsturnier, Aufstieg in die 2. Bundesliga
- 2008/09: 2. Bundesliga (Thema: „Sister Act“), 7. Platz, Abstieg in die Regionalliga
- 2009/10: Regionalliga (Thema: „Time for Classics“), 2. Platz, 4. Platz beim Aufstiegsturnier, Aufstieg in die 2. Bundesliga
- 2010/11: 2. Bundesliga (Thema: „Born To Be Wild“), 7. Platz, Abstieg in die Regionalliga
- 2011/12: Regionalliga (Thema: „Born To Be Wild“), 1. Platz, 3. Platz beim Aufstiegsturnier (nachdem der TC Rot-Weiss Casino Mainz sein A-Team aus der 2. Bundesliga zurückgezogen hatte,[2] rückte die Mannschaft des T.T.C. Rot-Weiss-Silber Bochum als drittplatzierte des Aufstiegsturniers in die 2. Bundesliga nach)
- 2012/13: 2. Bundesliga (Thema: „Anastasia“), 5. Platz
- 2013/14: 2. Bundesliga (Thema: „Anastasia“), 7. Platz, Abstieg in die Regionalliga
- 2014/15: Regionalliga (Thema: „Jekyll & Hyde“), 2. Platz, 3. Platz beim Aufstiegsturnier (nachdem der TSC Schwarz-Gold Göttingen sein B-Team aus der 1. Bundesliga zurückgezogen hatte und die Mannschaft des TSG Terpsichore Bad Homburg TSA Friedberg als dritter der 2. Bundesliga nachrückte, wurde die Standardformation des T.T.C. Rot-Weiss-Silber Bochum als drittplatzierte Mannschaft des Aufstiegsturniers für die 2. Bundesliga Standard nachnominiert.[3])
- 2015/16: 2. Bundesliga (Thema: „Jekyll & Hyde“), 6. Platz

In der Saison 2016/17 und 2017/18 nahm die Mannschaft nicht an Ligawettkämpfen teil.
- 2018/19: Regionalliga (Thema: „Sister Act“), 6. Platz
- 2019/20: 2. Bundesliga West Standard

Trainer der Formation sind Sascha Wakup und Ann-Katrin Bechtold.

## Lateinformation

### A-Team

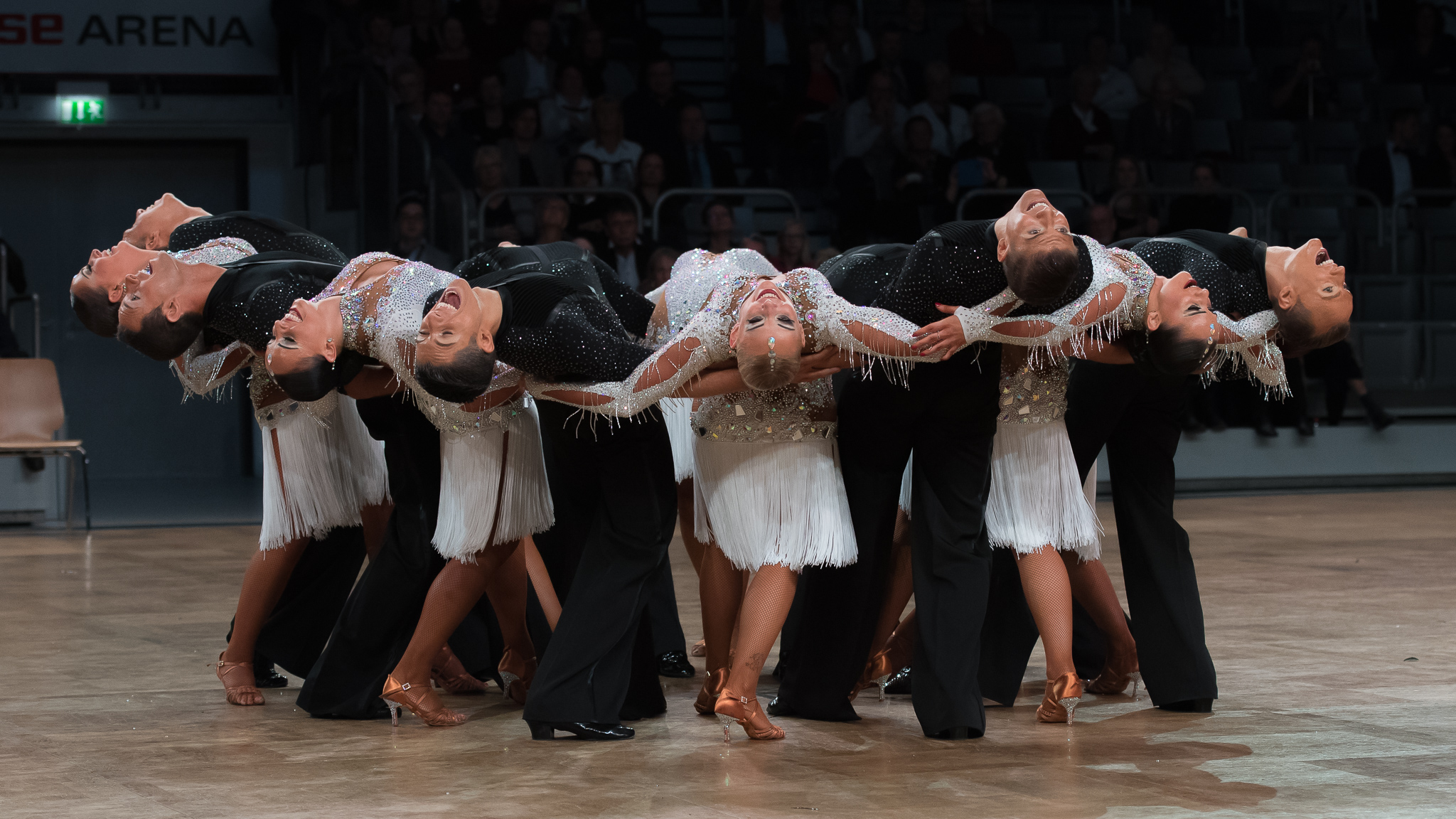
Formationsgemeinschaft TTC Rot-Weiss-Silber Bochum/1. TSZ Velbert – Velberter Rose

Das A-Team des T.T.C. Rot-Weiss-Silber Bochum tanzte in der Saison 2013/14 zum musikalischen Thema „All of me“ in der Regionalliga West Latein. Trainer des Teams sind Thys Gerritsen und Nina Johanning.
In der Vergangenheit tanzte das A-Team des T.T.C. Rot-Weiss-Silber Bochum auch schon in der 2. und 1. Bundesliga Latein. So wurde in der Saison 1995/96 der 2. Platz der 2. Bundesliga und damit der Aufstieg in die 1. Bundesliga erreicht. Nach einer Saison in der 1. Bundesliga folge zunächst der Wiederabstieg in die 2. Bundesliga und eine Saison später der Abstieg in die Regionalliga West Latein.
Zur Saison 2015/16 bildete der Verein eine Formationsgemeinschaft mit dem TSZ Velbert, das in der 1. Bundesliga Latein bis dahin in einer Formationsgemeinschaft mit dem TC Seidenstadt Krefeld antrat. Das TSZ Velbert zog sich nach der Saison aus dem Formationstanzsport zurück. Die Formationen des Vereins wechselten zum neu gegründeten 1. TSZ Velbert. Im Sommer 2018 endete die Zusammenarbeit der beiden Vereine im Formationstanzsport.
Das A-Team des T.T.C. Rot-Weiss-Silber Bochum trat in der Saison 2018/19 in der Regionalliga West Latein an. In der Saison 2019/20 tritt die Mannschaft in der neu gebildeten 2. Bundesliga West Latein an.
Trainer der Mannschaft sind Kai Wehmeier und Volker Bösing.

### Weitere Lateinformationen
Neben dem A-Team verfügt der T.T.C. Rot-Weiss-Silber Bochum noch über ein B- und ein C-Team. Das B-Team tanzt in der Saison 2019/20 in der Regionalliga West Latein, das C-Team in der Landesliga West Latein.
Das B-Team wird von Raphel Groß und Agathe Swatek trainiert, das C-Team von Stefan  Holz, Susanne Thiele und Christopher John.

## DiscoDance-Formationen
Der T.T.C. Bochum bietet DiscoDance in allen Alterskategorien an. Kinder (bis 11 Jahre), Junioren (12–15 Jahre), Hauptgruppe (16–29 Jahre) und Jungsenioren (ab 30 Jahren) zeigen auf Turnieren ihr Können. Der DiscoDance-Bereich ist 1999 aus einer Streetdancegruppe entstanden und nimmt seit 2001 an Turnieren teil. Inzwischen besteht der Turnierbereich aus circa 100 Tänzern, die sich auf die sieben DiscoDance-Formationen verteilen:
- D.C. Force (Kids-Formation)
- Dance Attack Juniors (Junioren-A-Formation)
- New Generation (Junioren-B-Formation)
- D.Q. Dance Squad (1. Hauptgruppe/A-Formation)
- Dance Attack (2. Hauptgruppe/B-Formation)
- Dance Impact (3. Hauptgruppe/C-Formation)
- Dance Attack Forever (Jungsenioren-Formation)

Es gibt je nach Alterskategorien Anfänger- und Fortgeschrittenengruppen.